# Rien de trop
Rien de trop est la onzième fable du livre IX de Jean de La Fontaine situé dans le second recueil des Fables de La Fontaine, édité pour la première fois en 1678.

## Texte de la fable
Je ne vois point de créature

                  Se comporter modérément.

                  Il est certain tempérament

                  Que le maître de la nature

Veut  que l'on garde en tout. Le fait-on ? Nullement.

Soit  en bien, soit en mal, cela n'arrive guère.

Le  blé, riche présent de la blonde Cérès

Trop  touffu bien souvent épuise les guérets ;

En  superfluités s'épandant d'ordinaire,

                    Et poussant trop abondamment,

                    Il ôte à son fruit l'aliment .

L'arbre  n'en fait pas moins ; tant le luxe sait plaire!

Pour  corriger le blé, Dieu permit aux moutons

De  retrancher l'excès des prodigues moissons

                   Tout au travers ils se jetèrent,

                   Gâtèrent tout, et tout  broutèrent,

                   Tant que le Ciel permit aux loups

D'en  croquer quelques-uns : ils les croquèrent tous ;

S'ils  ne le firent pas, du moins ils y tâchèrent.

                    Puis le Ciel permit aux humains

De  punir ces derniers : les humains abusèrent

                    À leur tour des ordres divins.

De  tous les animaux l'homme a le plus de pente

                     À se porter dedans l'excès.

                     Il faudrait faire le procès

Aux  petits comme aux grands. Il n'est âme vivante

Qui  ne pèche en ceci. Rien de trop est un point

Dont  on parle sans cesse, et qu'on n'observe point.
— Jean de La Fontaine, Fables de La Fontaine, Rien de trop, texte établi par Jean-Pierre Collinet, Fables, contes et nouvelles, Gallimard, « Bibliothèque de la Pléiade », 1991, p. 367